# Gaumenbogen
Als Gaumenbogen (Arcus palatini) werden zwei arkadenförmige Schleimhautfalten bezeichnet, die vom Gaumensegel (Velum palatinum) ausgehen. Die Gaumenbögen sind wesentlich an dem Würgreflex beteiligt.

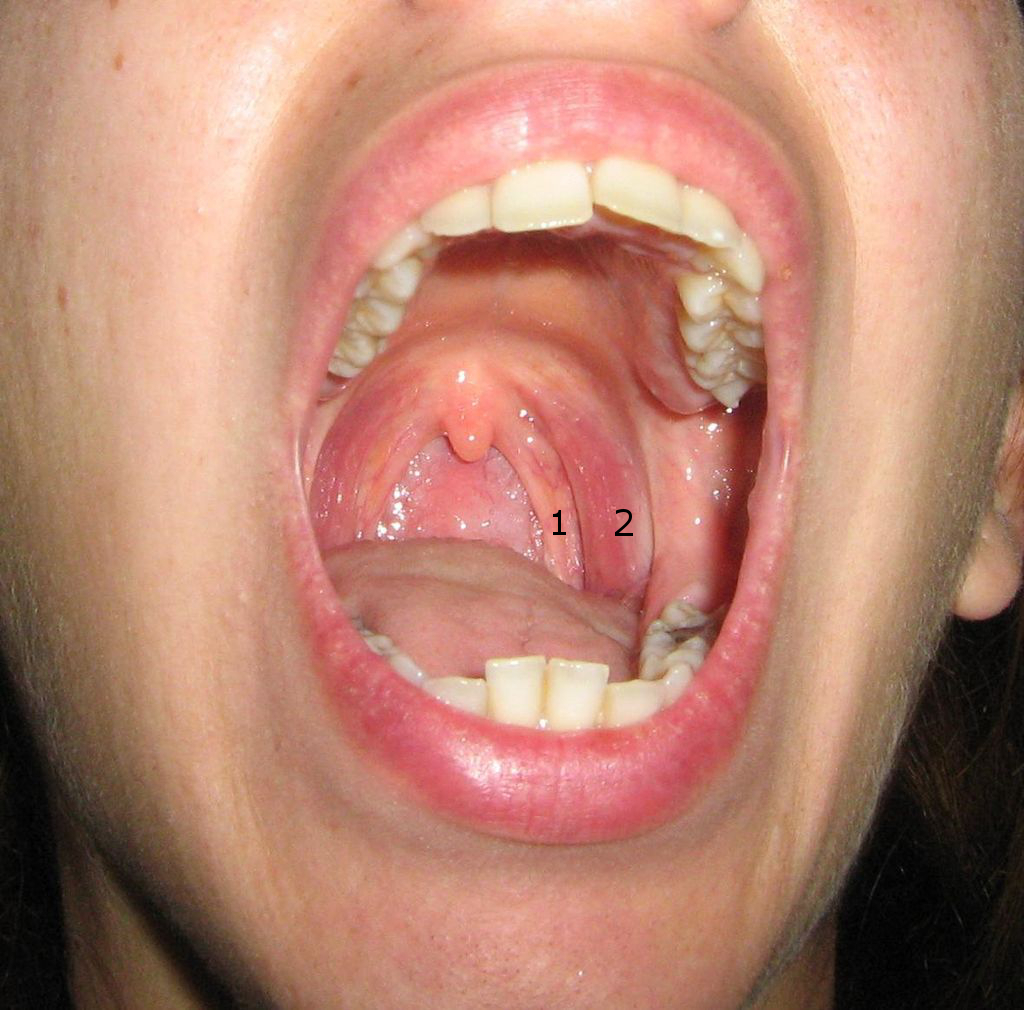
Hinterer (1) und vorderer (2) Gaumenbogen

- Der hintere  Gaumenbogen  (1) erstreckt sich vom Gaumensegel zum Rachen (Pharynx) und heißt auch Arcus palatopharyngeus.
- Der vordere Gaumenbogen (2) verläuft vom Gaumensegel seitlich zur Wurzel der Zunge (Glossa) und heißt auch Arcus palatoglossus.

In der Nische zwischen hinterem und vorderem Gaumenbogen liegt jederseits eine Gaumenmandel (Tonsilla palatina). Nach Gaumenbogenverletzung kann es zu einem offenen Näseln kommen.